# Grosso-Magnet Warenhandelsgesellschaft
Die Grosso-Magnet Warenhandelsgesellschaft & Co. OHG (Eigenschreibweise: GROSSO-MAGNET) war ein Lebensmitteleinzelhandelsunternehmen, welches innerhalb der Unternehmensgruppe Tengelmann auf Großflächen bis zu einer Fläche von ca. 6.000 Quadratmetern spezialisiert war. Hauptsitz des Unternehmens war in Wiesbaden.

## Geschichte

### Situation in Deutschland

#### Anfänge und Zusammenschluss

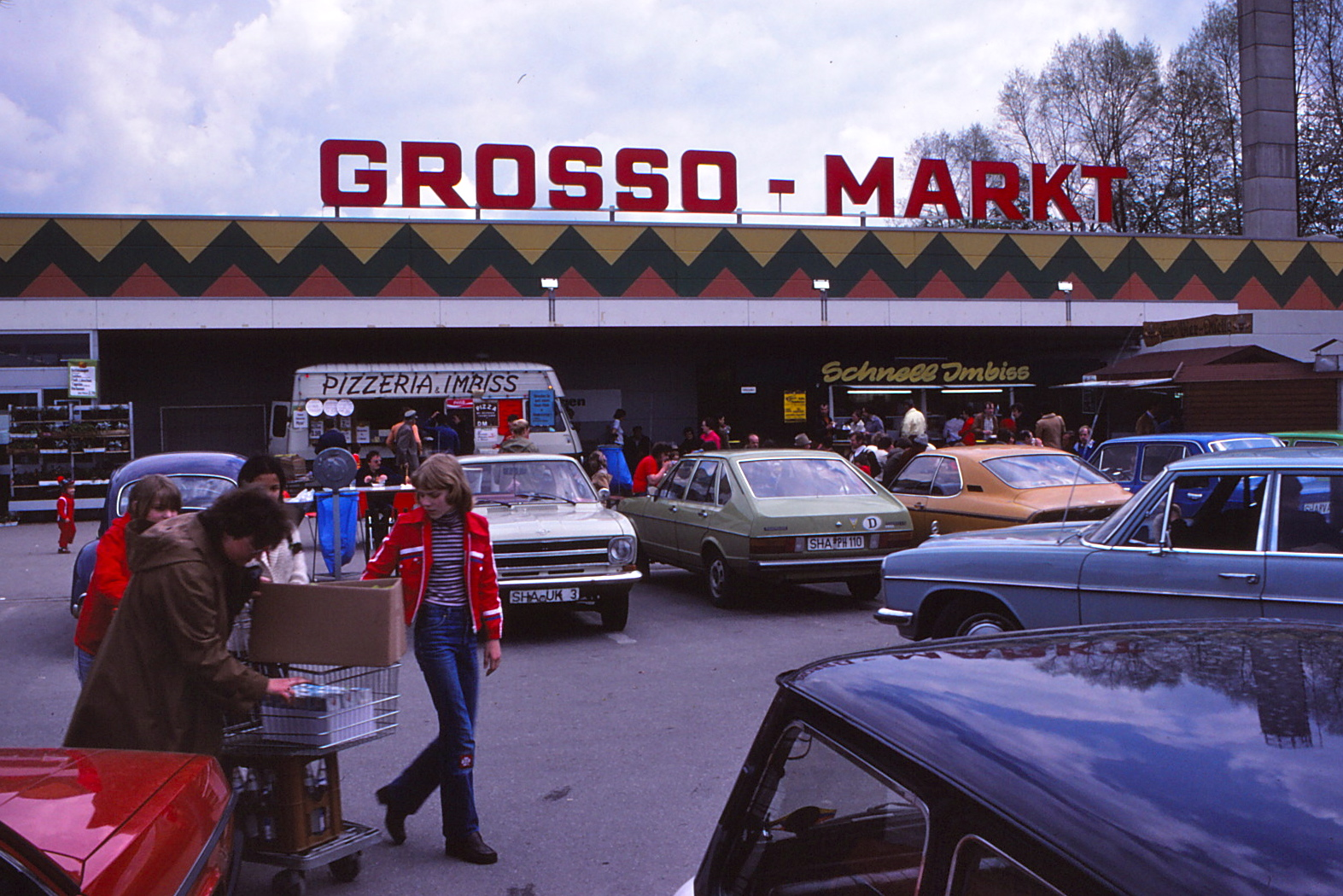
Ein Grosso-Markt in Crailsheim, Baden-Württemberg, Mai 1979

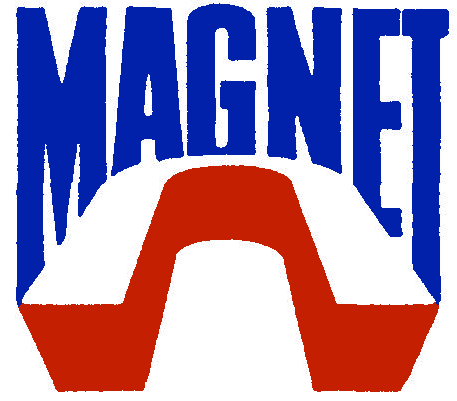
Um 1991 genutztes Magnet-Logo

Im Jahr 1967 eröffnete der erste Grosso-Markt in der Hasengartenstraße in Wiesbaden. Mit einem Standort in Bissingen folgte am 10. Juli 1969 ein weiterer Grosso-Markt und bot rund 10.000 Artikel auf 2.000 Quadratmetern. Mit einem Umbau im Jahr 1980 erfolgte die Sortimentserweiterung auf nun rund 20.000 Artikel. Zu diesem Zeitpunkt bestanden bundesweit 27 Grosso-Märkte. 1976 eröffnete in Sereetz ein Magnet-Markt, im September des gleichen Jahres eröffnete in Wesloe (Lübeck) ebenfalls ein Magnet-Markt. Im gleichen Jahr begann der Bau eines weiteren Grosso-Marktes in Tuttlingen, der 1988 erweitert und umgebaut wurde. 1986 folgte ein weiterer Magnet-Markt in Trittau.
Im Zeitraum 1987–1988 übernahm Tengelmann die zuvor eigenständige Magnet-Waren-Vertriebs GmbH & Co. KG, die ihren Sitz in Lübeck hatte. Magnet führte zu diesem Zeitpunkt 18 Märkte in Ostholstein und erwirtschaftete einen Umsatz von 400 Millionen Mark.

#### Letzte Expansionen
Mit der Übernahme eines ehemaligen Quelle-Kaufhauses eröffnete man einen weiteren Grosso-Markt 1987 in Rottweil. Nach der Wende expandierte auch Tengelmann in die neuen Bundesländer. So eröffnete mit dem Standort in Delitzsch 1992 erstmals ein Magnet-Markt in Sachsen. Bereits im folgenden Jahr besaß man mit Märkten in Kamenz und Weißwasser weitere zwei Standorte. 1995 folgten Märkten in Zschopau, Ebersbach und Dresden, wobei nördlich von Dresden in Weixdorf bereits ein Jahr später ein zweiter Markt eröffnet werden konnte.
Bartels-Langness übernahm mit dem Standort in Neumünster-Brachenfeld im Jahr 1994 bereits vor dem eigentlichen Verkauf einen Magnet-Markt. Zwei Jahre später eröffnete in Lüneburg ein weiterer Standort von Magnet. Im Juni 1998 wurde ein neuer Grosso-Markt in Bad Tölz eröffnet, bei dessen Eröffnung der damalige Geschäftsführer der Tengelmann-Gruppe Erivan Haub anwesend war. Der Markt war kurz zuvor von der insolventen Kathreiner AG übernommen worden. Weitere Übernahmen von Komm-Märkten der Kathreiner AG erfolgten in Sachsen, wobei die Märkte in Brehna, Torgau und Neustadt in Sachsen auf Magnet umflaggten. Zeitgleich startete ein Testversuch der Bezahlung mit Visa-Karten. Im selben Jahr eröffnete mit einem Markt im damaligen Dresdner Vorort Weißig (seit 1999 ein Ortsteil Dresdens) ein dritter Markt im heutigen Gebiet der sächsischen Landeshauptstadt. Ein weiterer Markt mit einer Verkaufsfläche von ca. 3.600 Quadratmetern eröffnete im November 1998 in Neustadt an der Aisch als Grosso.

#### Verkauf
Im Rahmen des Sanierungskonzeptes des gesamten Tengelmann-Konzerns standen auch die 108 Grosso- und Magnet-Märkte, vorzugsweise als Gesamtpaket, zum Verkauf. Die Edeka war neben rentablen Standorten von Kaiser’s Tengelmann auch an Grosso und Magnet interessiert. Schlussendlich wurde am 16. Dezember 1999 bekannt, dass es nicht zur Einigung kommt. Als weitere Interessenten waren damals die Metro AG und Wal-Mart im Gespräch. Auch die AVA AG, die mit Marktkauf am Markt vertreten war und inzwischen zur Edeka gehört, war an einer Übernahme interessiert. Am 11. Februar 2000 wurde der Verkauf der inzwischen 111 Standorte an ein Konsortium bekannt gegeben. So gingen an Lidl & Schwarz 66 Standorte in Ost- und Süddeutschland (Umflaggung auf Kaufland), an Bartels-Langness 24 Magnet-Standorte in Niedersachsen und Schleswig-Holstein, 2 Magnet-Standorte in Mecklenburg-Vorpommern (Umflaggung bis 2002 auf Famila und Markant) sowie das Magnet-Zentrallager in Lübeck und an die Dohle-Gruppe 19 Grosso-Standorte im Rhein-Main-Gebiet und in München (Umflaggung auf Hit). Die Übernahme erfolgte zum 1. Mai 2000.
Die Umflaggung bei Bartels-Langness erfolgte phasenweise. So wurde u. a. der Standort in Reinbek im April 2000 auf famila, der Standort in Ratzeburg 2001 auf Markant umgeflaggt, alleine im April 2002 flaggte Bartels-Langness 10 Magnet-Standorte auf Famila um. Ungeachtet einer Weiterführung unter Magnet oder der Umflaggung auf Famila wurden alle Standorte nach und nach auf das Famila-Konzept umgebaut. Als erstes wurden die Märkte in Bad Segeberg, Elmshorn, Pinneberg und Sereetz umgebaut. Zwölf Filialen wurden dabei bis Mitte 2002 im Rahmen einer für Magnet konzipierte Werbeschiene als Magnet weitergeführt, waren jedoch bereits vollständig auf Famila umgestellt. Als ein Grund der späteren Umstellung führte das Unternehmen kurz nach der Übernahme an, dass die Vertriebslinien Magnet und famila zum damaligen Zeitpunkt nicht „vergleichbar“ seien. Die Umflaggung auf Famila in Pinneberg erfolgte Anfang März 2002.

### Situation in Österreich
Zeitgleich zum Verkauf der im Bundesgebiet befindlichen Magnet-Märkte wurde auch der Verkauf der Standorte in Österreich vorangetrieben. Ende März 2000 stimmte die österreichische Kartellbehörde der Übernahme durch die Adeg zu, welche zu diesem Zeitpunkt Teil der Edeka war. Im Zuge dessen wurden die zum 2. Mai 2000 18 übernommenen Standorte nach und nach auf das Konzept von EDEKA center umgeflaggt. Unter der Flagge der Edeka Austria HandelsgmbH wurden weitere vier EDEKA center-Standorte eröffnet.
Im März 2006 stand der Verkauf von 21 der 23 Standorte zur Debatte, von einem, später vollzogenen Rückzug der Edeka aus Österreich wollte man zu diesem Zeitpunkt nicht sprechen. Mit dem angestrebten Rückzug wurde die Edeka Austria von der Adeg komplett übernommen, wobei die im Oktober 2007 übrig gebliebenen 14 Standorte wieder auf Magnet umflaggten. Zum 1. September 2009 wurden die inzwischen als Teil der Adeg zur Rewe Group gehörenden Märkte auf die inzwischen ebenfalls ehemalige Rewe-Vertriebsschiene Merkur umgeflaggt.

## Markenauftritt

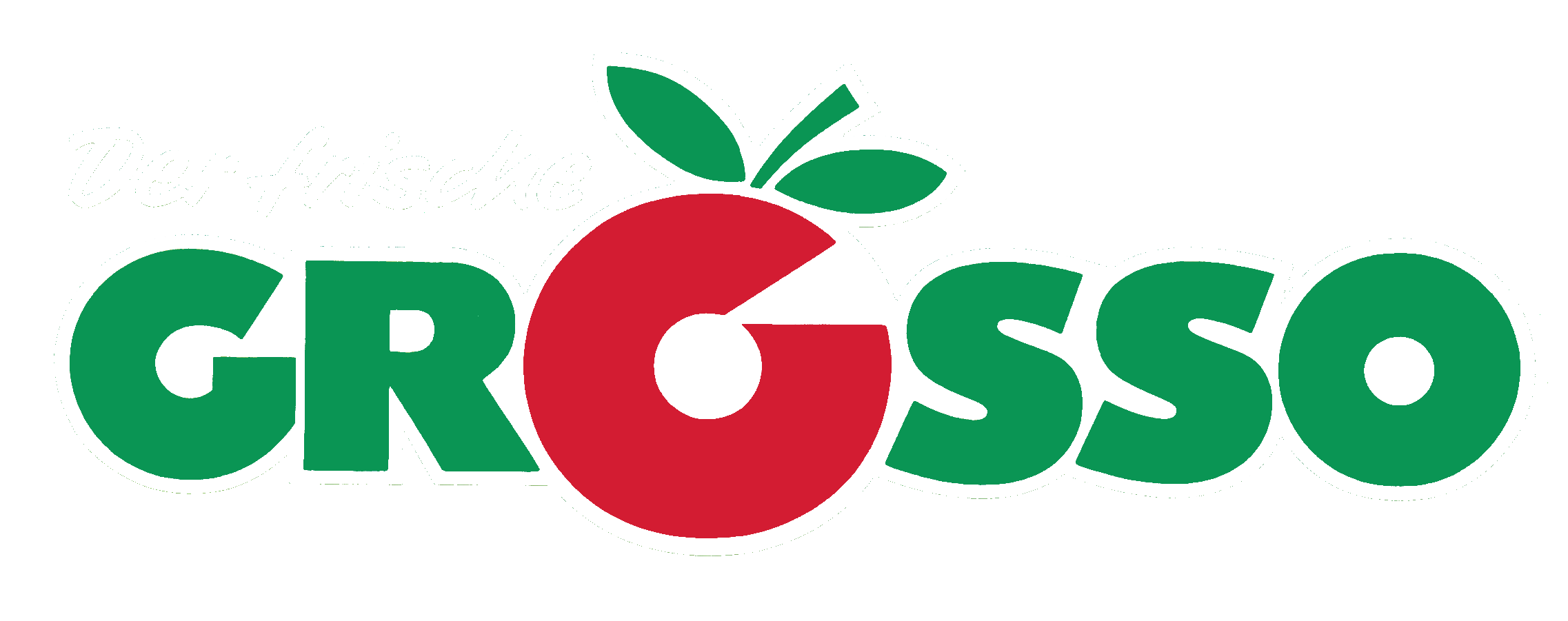
Das zuletzt genutzte Grosso-Logo

Während Grosso im Süden als Vertriebslinie angesiedelt war, war Magnet als Gegenpol im Norden des Landes sowie den neuen Bundesländern vertreten. Als letztes Logo diente in beiden Fällen ein in Versalien gehaltener, grüner Schriftzug, bei dem das erste O in GROSSO sowie das G in MAGNET als offenes in rot gehaltenes O/G samt zwei grünen Blättern stilisiert waren und einen Apfel darstellen sollten. Bei der Adeg kam ein an die eigene Corporate Identity angepasstes Logo zum Einsatz, bei dem dem in weiß gehaltenen Schriftzug das grüne Kleeblatt der Adeg vorangestellt war. Lediglich das offene in rot gehaltene G bestand weiter fort, allerdings ohne die zwei grünen Blätter.

## Fritz-Kids-Club
In Deutschland und Österreich gründete man mit dem Fritz-Kids-Club einen kostenlosen Freizeitclub für Kinder, mit besonderem Augenmerk auf das Thema Umweltschutz. In Deutschland ging man vom 3. August 1996 bis 5. Oktober 1996 auf Fritz-Kids-Tour, um Kinder in der gesamten Bundesrepublik für das Thema Umweltschutz zu begeistern. Dabei tourte man mit einem Info-Mobil durch insgesamt 53 Städte. Als letzter Halt wurde dabei München ausgewählt. Die Kosten für die Tour werden mit 3 Millionen Euro beziffert, rund 8.000 Neuanmeldungen wurden gezählt. In Österreich eröffnete man im November 1998 den ersten Magnet-Markt inklusive einem Fritz-Kids-Park. Im Mai 1999 zählte man in Deutschland 50.000 teilnehmende Kinder, in Österreich mehr als 3.000 Kinder. Maskottchen des Clubs war Fritz von der Socke, ein als Socke stilisierter Wurm samt Basecap mit dem offenen in rot gehaltenen O/G samt zwei grünen Blättern als Markenzeichen.

## Trivia
Im Rahmen der Erpressung des Lebensmittelkonzerns Nestlé drohten die Erpresser im November 1998 mit der Vergiftung von Produkten verschiedener Unternehmenssparten an den damals 44 Grosso-Standorten in Baden-Württemberg und Bayern. Bereits im September des gleichen Jahres waren mit Pflanzenschutzmittel versetzte und mit Totenköpfen versehene Lebensmittel in denselben Grosso-Märkten gefunden worden.